# Manhattan Murder Mystery
Manhattan Murder Mystery is een Amerikaanse film uit 1993 van regisseur Woody Allen met in de hoofdrollen Woody Allen en Diane Keaton. Het is een komedie over een echtpaar dat wordt geconfronteerd met de verdachte dood van de buurvrouw en de zaak gaat onderzoeken.

## Verhaal
Larry Lipton, een redacteur bij een uitgeverij in New York, en zijn vrouw Carol wonen in een appartementencomplex in Manhattan. Op een avond worden ze uitgenodigd bij hun buren, Paul en Lilian House, een ouder stel. Larry vindt het maar niks, maar gaat toch mee met Carol. Paul en Lilian blijken heel beminnelijke mensen en na een min of meer gezellige avond gaan Larry en Carol weer naar huis. De volgende morgen blijkt Lilian te zijn overleden. Haar geschokte echtgenoot zegt dat Lilian een hartaanval heeft gehad.
Carol vertrouwt de onverwachte dood van haar buurvrouw echter niet en als amateurspeurder denkt ze onmiddellijk dat de aardige Paul de moordenaar is. Ze probeert Larry over te halen om de dood van Lilian te onderzoeken. Carol verdenkt Paul House van moord, maar de wat bange Larry wil hier niet aan. Teleurgesteld in de speurderskwaliteiten van haar man, besluit Carol in zee te gaan met Ted, een kennis van haar. Ted is erg op Carol gesteld en laat niet na dit aan haar te laten merken.
Ondertussen heeft Larry een onderhoud met Marcia, een jonge succesvolle schrijfster. Larry is de redacteur van haar boeken, maar bemerkt dat Marcia hun ontmoetingen niet wil beperken tot werk alleen. Ted en Carol hebben inmiddels vooruitgang geboekt met het onderzoek en proberen Larry en Marcia over te halen om mee te doen. Marcia raakt ook geïnteresseerd in de vermoorde buurvrouw en wil meedoen. Omdat Larry zich buitengesloten voelt, gaat hij schoorvoetend overstag en laat zich ook betrekken bij het amateuronderzoek. Al snel blijkt dat Lilian niet gecremeerd is, zoals iedereen dacht. Larry treft namelijk haar lijk aan. Het blijkt dat Paul House zijn vrouw later heeft vermoord, eigenlijk pas nadat Carol het appartement van de familie House ging onderzoeken. Er volgt nu een adembenemende achtervolging die eindigt met een schietpartij in een achterzaal van een theater gevuld met spiegels.

## Rolverdeling
| Acteur          | Personage    |
| --------------- | ------------ |
| Woody Allen     | Larry Lipton |
| Diane Keaton    | Carol Lipton |
| Alan Alda       | Ted          |
| Anjelica Huston | Marcia Fox   |
| Jerry Adler     | Paul House   |

## Achtergrond
Het scenario van Manhattan Murder Mystery is eigenlijk al ontstaan tijdens de voorproductie van Annie Hall. Allen wilde toen al graag een moordmysterie verfilmen. Uiteindelijk zag hij ervan af en herschreef het scenario. Het idee bleef echter spelen en begin jaren negentig begon hij weer aan het idee te werken. Samen met de co-scenarist van Annie Hall, Marshall Brickman schreef hij een nieuw scenario over een Amerikaans stel dat op onderzoek gaat als hun buurvrouw onverwachts sterft aan een hartaanval.
Zoals vaker in zijn films brengt Allen weer een hommage aan beroemde Hollywoodproducties. De aardige buurman die een moord pleegt en wordt verdacht door de buren, komt rechtstreeks uit Rear Window van Alfred Hitchcock, inclusief de "zenuwslopende" zoektocht in het appartement van de buurman. De schietpartij tussen de spiegels is afkomstig uit The Lady from Shanghai van Orson Welles.
Allen schreef het scenario met Mia Farrow in zijn achterhoofd voor de hoofdrol. De pijnlijke scheiding tussen Farrow en Allen gooide echter roet in het eten. Diane Keaton werd gevraagd de rol van Carol te spelen en zo waren Allen en zij voor het eerst sinds Manhattan weer herenigd in een film. Voor Allen was de film een aangename therapie na een moeilijk jaar vol van echtscheidingsperikelen en een felle strijd om het voogdijschap van de kinderen.

## Nominaties
Diane Keaton werd genomineerd voor de Golden Globe voor de beste vrouwelijke hoofdrol, terwijl Anjelica Huston een nominatie ontving voor de BAFTA Award in de categorie beste vrouwelijke bijrol. De film zelf werd in Frankrijk genomineerd voor de César voor de beste buitenlandse film.